# Скотт Мей
Скотт Мей (англ. Scott May, 19 березня 1954) — американський баскетболіст.
Олімпійський чемпіон 1976 року.